# Fundamentalstern
Ein Fundamentalstern ist ein Fixstern, dessen Himmelskoordinaten und ihre zeitlichen Änderungen (Eigenbewegung) mit höchstmöglicher Genauigkeit bekannt sind und in einem absoluten System vorliegen.
Durch eine größere Zahl von Fundamentalsternen wurde früher auf der Himmelskugel das Fundamentalsystem der Astronomie definiert, das auch den Rahmen für raumfeste Koordinatensysteme der Geowissenschaften darstellte.
Die Fundamentalsterne dienten als „Anschlusssterne“ bei der Bestimmung der Örter aller anderen Himmelskörper. Daher musste die Bestimmung ihrer Koordinaten unabhängig von anderen Gestirnen erfolgen, also mit einer absoluten Methode. Heutzutage wird das Koordinatensystem üblicherweise basierend auf den Positionen von Quasaren festgelegt, da diese durch ihre extrem große Entfernung eine äußerst geringere Eigenbewegung aufweisen, und deshalb für diesen Zweck besser geeignet sind. Beispiele für  basierend auf Quasaren wären der ICRF oder der GCRF3.

## Zwei- und dreidimensional
Prinzipiell werden Sternpositionen in zwei Koordinatenwinkeln (α, δ) auf der Himmelssphäre angegeben, die Rektaszension und Deklination heißen. Sie beziehen sich auf den Himmelsäquator (Verlängerung des Erdäquators) und den Frühlingspunkt, wobei die Deklination analog zur geografischen Breite ist. Durch die langsame Kegelbewegung der Erdachse (der 26.000-jährigen Präzession) und andere Effekte ist dieses Koordinatensystem zeitlich veränderlich, kann aber mit sehr hoher Genauigkeit (besser als 0,01") modelliert werden.
Eine wichtige Rolle spielt dabei die Radioastronomie in Form eines präzisen „Netzes“ von Quasaren, das mit dem Netz der Fundamentalsterne verbunden wurde. Die Messungen der Sterne erfolgen optisch (visuell, fotografisch oder mit optoelektronischen Sensoren).
Vom zwei- zum dreidimensionalen Sternort wird (α, δ) durch eine Entfernungsmessung. Das einzige präzise Mittel dafür ist die Parallaxe – eine durch die Erdbahn verursachte scheinbare Ortsverschiebung „naher“ Sterne am Himmel. Erst im Jahre 1838 gelang Friedrich Wilhelm Bessel eine solche Messung an 61 Cygni, einem sog. Schnellläufer, dessen rasche Bewegung eine geringe Entfernung zur Erde nahelegte, an dem Bessel aber trotzdem nur eine Parallaxe von 0,31" fand (tatsächlicher Wert: 0,286").
An sich könnte sich ein Fundamentalsystem mit 2D-Koordinaten begnügen, wenn es sich auf „ferne“ Sterne beschränkt. Doch sind auch helle Sterne vonnöten, die statistisch betrachtet eher „nahe“ sind (etwa 10 Fundamentalsterne bis 50 Lichtjahre Entfernung, wo die Parallaxe noch fast 0,1" beträgt). Doch hat ein 3D-System den Vorteil, auch die Dynamik der Milchstraße modellieren zu können, und mit dem Astrometrie-Satelliten Hipparcos gelangen seither gute Messungen von über 100.000 Sternen.

## Fundamentalkataloge – heute als Datenbank
Die Fundamentalsterne werden zu eigenen Sternkatalogen zusammengefasst und bilden einen Koordinatenrahmen, in dem die Bewegungen des „Kreisels Erde“ genau modellierbar sind. Die ersten vier „Fundamentalkataloge“ entstanden unter deutscher Leitung, weshalb sie bis heute FK abgekürzt werden. Den ersten gab 1879 Arthur Auwers heraus, er enthielt 539 Sterne des Nordhimmels (δ bis −10°). Jener von 1907 (Berliner Astronomisches Jahrbuch) hatte bereits 925 Sterne und konnte auf über 150 Jahre Präzisionsbeobachtungen zurückgreifen. Solche langen Zeitreihen sind bis heute für die genaue Erfassung der Eigenbewegungen entscheidend, da ja die Sternörter mittels dieser individuellen Geschwindigkeiten in die Gegenwart und Zukunft vorauszuberechnen sind.
| Kurzname         | Sternanzahl | Titel                                                            | Publiziert | Messung Örter | Messung Eigenbewegungen | Überdeckung                                              |
| ---------------- | ----------- | ---------------------------------------------------------------- | ---------- | ------------- | ----------------------- | -------------------------------------------------------- |
| Auwers, A., 1879 | 539         | Fundamentalkatalog für Zonenbeobachtungen am Nördl. Himmel       | 1879       | Ø 1860        | ≈1850–1870              | bis Dekl.= −10° Anm. 1                                   |
| Peters, J., 1907 | 925         | Neuer FK Berliner Astr.Jahrbuch nach den Grundlagen von Auwers   | 1907       | Ø 1880        | 1745–1900               | bis Dekl.= −89°                                          |
| FK3              | 873         | Dritter Fundamentalkatalog des Berliner Astronomischen Jahrbuchs | 1937       | 1912–1915     |                         | ab hier über ganzen Himmel, mit Epochen 1900, 1950, 2000 |
| FK3sup           | 662         | (Zusatzsterne, Band II)                                          | 1938       | Ø 1913        | 1845–1930               | ab hier über ganzen Himmel, mit Epochen 1900, 1950, 2000 |
| FK4              | 1.535       | Fourth Fundamental Catalogue                                     | 1963       | Ø 1950        |                         | ab hier über ganzen Himmel, mit Epochen 1900, 1950, 2000 |
| FK4sup           | 1.111       | Supplement Stars FK4/5                                           | ≈1965      |               |                         | ab hier über ganzen Himmel, mit Epochen 1900, 1950, 2000 |
| FK5              | 1.535       | Fifth Fundamental Catalogue                                      | 1988       | Ø 1975        |                         | ab hier über ganzen Himmel, mit Epochen 1900, 1950, 2000 |
| FK5sup           | 3.117       | Supplement Stars of FK5                                          | 1991       |               |                         | ab hier über ganzen Himmel, mit Epochen 1900, 1950, 2000 |
| Hipp. Anm. 2     | 118.000     | Hipparcos-Katalog                                                | 1998       | 1989–1993     | 1989–1993               | ab hier über ganzen Himmel, mit Epochen 1900, 1950, 2000 |
| FK6              | 4.150       | Sixth Catalogue of Fundamental Stars                             | 1999, 2000 | Ø 1992        |                         | ab hier über ganzen Himmel, mit Epochen 1900, 1950, 2000 |

## Absolute Deklinationsbestimmung
Die Deklination δ eines Sterns wird am besten bei seiner Kulmination im Nord- bzw. Südzweig des Meridians gemessen. Einerseits steht er in diesem Moment am höchsten und „wandert“ horizontal durch das Gesichtsfeld des Fernrohrs bzw. Sensors, was die Messgenauigkeit erhöht. Anderseits entfallen im Azimut 0° bzw. 180° verschiedene Fehlereinflüsse.
Mit z als gemessene (und wegen der Refraktion korrigierte) Zenitdistanz und φ als geografische Breite ergibt sich im Meridian der Minimalwert von z,
```
  
z
1
 = δ - φ
  und daher
  
δ = φ + z
1
```

Die Formel gilt für die Obere Kulmination jedes Sterns. Findet diese südlich des Zenits statt, ist z1 negativ zu nehmen, nördlich hingegen positiv. Für die Untere Kulmination, wo der Stern 12 Stunden später unterhalb des Himmelspols durch den Meridian geht, gilt
```
  
z
2
 = 180° - φ - δ
 und daher
  
δ = 180° - φ - z
2
```

Weil aber die Breite φ erst genau bestimmt werden muss und außerdem durch die Polbewegung leicht variiert, hat man Zirkumpolarsterne ursprünglich in oberer und unterer Kulmination beobachtet, wodurch sich φ eliminierten lässt:
```
  
δ = 90° + (z
1
-z
2
)/2

  
φ = 90° - (z
1
+z
2
)/2
```

### Absolute Rektaszensionsbestimmung
Die absolute Ermittlung von Rektaszensionen ist komplizierter, weil sie sich auf den Frühlingspunkt beziehen und daher Sonnenbeobachtungen erfordern. Doch kann die Bestimmung der Sonnenrektaszension auch zu anderen Zeitpunkten erfolgen, etwa aus absoluten Deklinationsmessungen der Sonne.
Die Rektaszension eines Sterns folgt dann aus der Sternzeit-Differenz zwischen dem Meridiandurchgang der Sonne und des Sterns, plus der Sonnenrektaszension. Um die gemessene Zeitdifferenz und damit die Messunsicherheit klein zu halten, sind Tagbeobachtungen von Sternen notwendig, was die absolute Rektaszensionsbestimmung auf helle Sterne (bis maximal 3. Größe) beschränkt.

### Einfluss der veränderlichen Erdachse
Nun sind aber die Sternörter wegen der im Inertialraum etwas veränderlichen Erdachse nicht konstant. Dies bedeutet
- einerseits, dass ihr zeitlicher Verlauf genau erfasst und berechnet werden muss,
- andererseits eine Möglichkeit, die zugrundeliegenden Kräfte auf die Erde und ihre jährliche Bahn um die Sonne zu erforschen.

Die Bezugsebenen der Astronomie unterliegen, wie oben erwähnt, langsamen Verschiebungen durch die gravitative Einflüsse des Sonnensystems auf die Erde. So wie jeder Spielzeugkreisel ein wenig taumelt, ist es auch bei der Erde – nur viel langsamer und regelmäßiger. Man nennt diesen Effekt Präzession und seine Dauer von etwa 25.800 Jahren ein "Platonisches Jahr". Die Erdachse beschreibt in dieser Zeit einen klar definierbaren Kegel mit einem Winkel von 22–24° (Schiefe der Ekliptik), was man inzwischen auf 0,01" (0,000005 %) genau vorausrechnen kann. Dazu gehört auch ein zweiter Effekt namens Nutation – ein vom Mond verursachtes monatliches „Zittern“, das ebenso genau modelliert ist.
Gemessen werden diese Effekte durch spezielle Instrumente und Methoden der Astrometrie und der Geodäsie; die wichtigsten sind die Weltraumverfahren VLBI (Richtungsmessung nach Quasaren), Weltraumlaser und GPS, sowie erdgebunden der Meridiankreis und Astrolab bzw. PZT; die beiden letztgenannten haben im letzten Jahrzehnt an Bedeutung verloren. Ergänzend kam vor einigen Jahren noch eine Art Weltraumscanner dazu, der Satellit Hipparcos.
Das hier beschriebene, durch Fundamentalsterne verankerte astronomisch-geodätische Modell der Erdbewegung stellt als Fundamentalsystem der Astronomie die derzeit beste Realisierung eines Inertialsystems dar.
Analog werden auch terrestrische Fundamentalsysteme realisiert – durch „Herunterholen“ auf die sich drehende Erde. Man nennt sie ITRS (International Terrestrial Reference System) und den alle 2 bis 3 Jahre wiederholten bzw. verfeinerten Modellen eine Jahreszahl. Sie werden aber nicht durch Sterne, sondern durch besonders gut und global bestimmte Vermessungspunkte repräsentiert (siehe Fundamentalstationen, in Europa etwa 20). Durch zahlreiche GPS-Messstationen wird dieses globale Vermessungsnetz verdichtet und dauerhaft vermarkt.